# Muflon

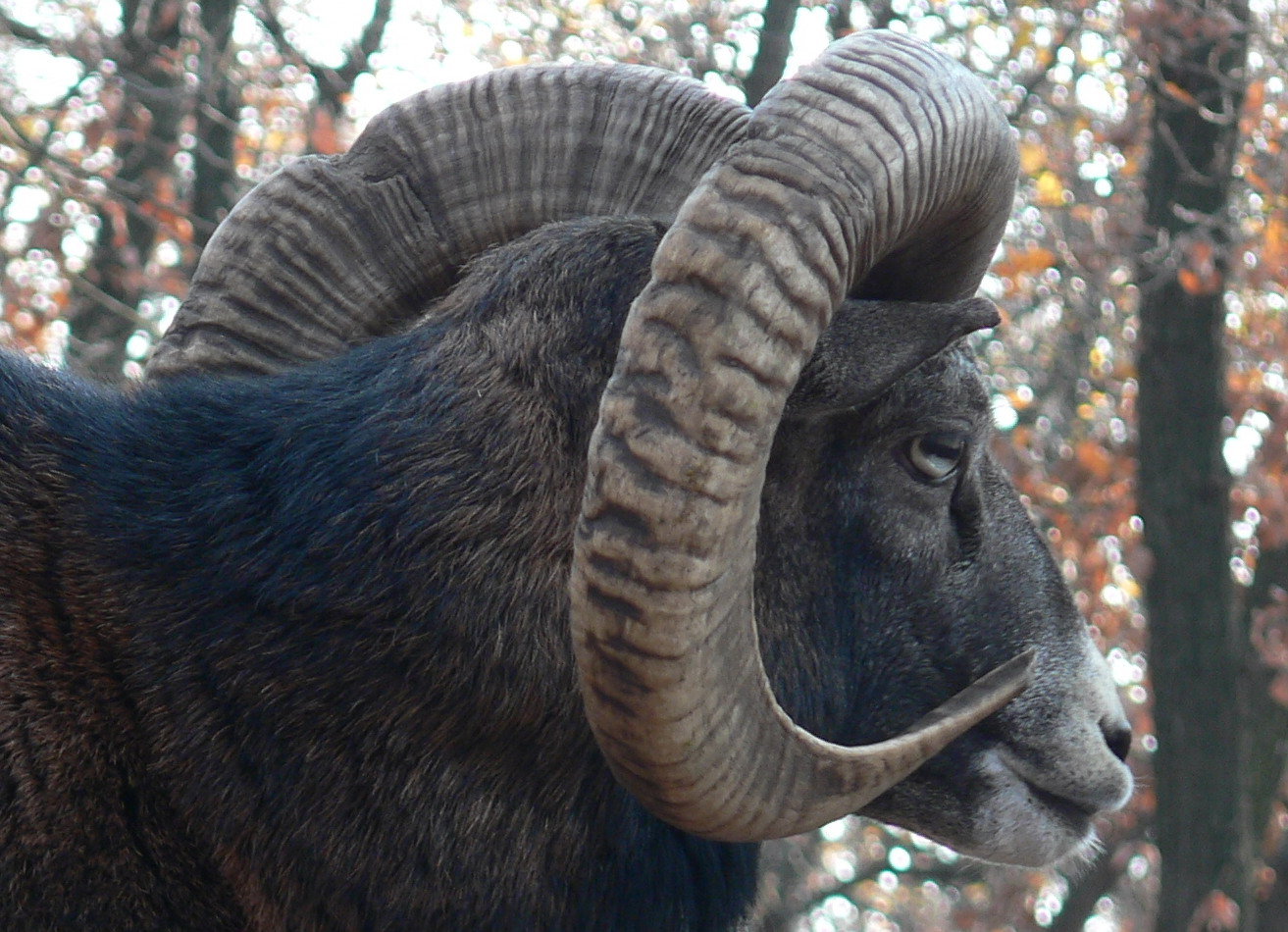
Muflon v Maďarsku

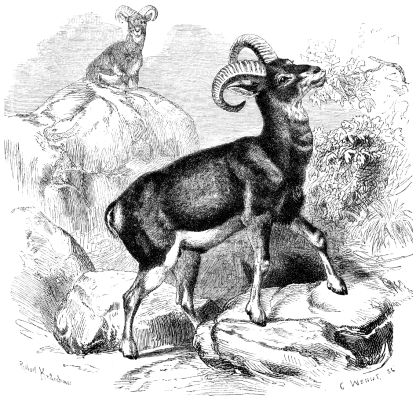
Mufloni na rytině z Brehmova Života zvířat

Muflon (Ovis aries musimon) je volně žijící poddruh domestikované ovce domácí (Ovis aries). Jde o jediného volně žijícího zástupce rodu ovce (Ovis) v evropské i české přírodě. Muflon je lovným druhem, jehož odstřel je v Česku povolen.

## Původ, rozšíření a název
Tradičně byl muflon společně s ovcí kruhorohou (Ovis orientalis) mylně považován za divokého předka domácích ovcí a jeho původní areál byl předpokládán na velké části Evropy a až posléze se měl omezit pouze na Korsiku a Sardinii. Podle dnes převažující teorie jsou však domácí ovce odvozeny výhradně z ovce kruhorohé a také přirozený původ muflona je zpochybňován. Muflon je totiž pravděpodobně potomkem neolitických ovcí domácích, které byly v 8.–6. tisíciletí př. n. l. dovezeny lidmi na Korsiku a Sardinii a zde zpětně zdivočely.
Na rozdíl od koz, kde je spolehlivým vodítkem tvar rohů, je u ovcí téměř nemožné podle kosterních pozůstatků rozlišit divoké ovce od zvířat v raném stadiu domestikace. Proto byl původ muflonů až do nástupu molekulárních metod zahalen tajemstvím.
Z Korsiky a Sardinie se muflon již v historickém období začal šířit po celém Středomoří. Patrně ho znali již staří Řekové, zcela jistě ho chovali staří Římané, kteří jeho maso podávali na hostinách. Používali ho i při hrách v cirku.
Z Itálie se mufloni později dostali do Rakouska a Německa. Již na konci 17. století byli mufloni chováni v císařské oboře u Vídně, odkud se zřejmě dostali i na české území. Zprávy o chovu divokých ovcí na českém území pocházejí už ze 16. a 17. století, není však jisté, jestli šlo o muflony nebo nějaký asijský druh divoké ovce. Teprve u zpráv z 2. pol. 19. století není pochyb o tom, že se jednalo skutečně o muflony.
Platné vědecké jméno muflona evropského vychází z faktu, že se jedná o zdivočelé ovce domácí (Ovis aries). Z tohoto důvodu jim přísluší poddruhové jméno Ovis aries musimon. České jméno zní muflon evropský. Vzhledem k dřívějším nejasnostem o jeho původu se můžeme ve starší literatuře setkat se synonymy jako Ovis ammon musimon, Ovis orientalis musimon, Ovis gmelini musimon či Ovis musimon.
Mufloni z Kypru jsou dnes obvykle považováni za samostatný poddruh ovce domácí muflon kyperský (Ovis aries ophion).

## Mufloni v Česku
V Česku byli nejprve vysazeni do Staré obory u Hluboké nad Vltavou, odtud se postupně rozšířili do dalších oblastí. Nejlépe se jim daří na skalách a kamenité půdě, kde si mohou dobře obrušovat neustále dorůstající kopýtka – spárky. U muflonů chovaných na měkkém podkladě spárky přerůstají a způsobují kulhání zvířat. V současné době je Česko světovou špičkou v chovu muflonů. Z lesního závodu v Židlochovicích u Brna například pochází 8 z 10 největších mufloních trofejí na světě. I když přesné světové počty muflonů nejsou známy, v Česku žije zhruba 35,8 % světové mufloní populace. Mufloni se v Česku loví od 1. 7. do 31. 3. (muflonky 1.7.-31.12., muflončata do 2 let celoročně), většinou na čekané, roční odstřel zde činí asi 7500 jedinců a mírně se zvyšuje. To, že se v Česku muflonovi tak daří, má i své stinné stránky. Mufloní zvěř je v mnoha lokalitách několikanásobně přemnožena a působí značné škody na lesním porostu i přízemní vegetaci. Trofejí z muflona jsou rohy – toulce, trofej se většinou upravuje jako celá preparovaná hlava, nikoli jako lebka. Výtečná mufloní zvěřina se chutí podobá jehněčímu masu, avšak zvěřina z beranů ulovených v době říje silně páchne.

## Stavba těla
Muflon může být dlouhý 100 až 125cm, v kohoutku dosahuje výšky až 75 cm. Ocas měří 10 cm. Starší berani dosahují váhy 50 kg, ovce kolem 35 kg. Mufloní zvěř má na hlavě rohy, myslivecky označované jako toulce. Mufloní toulce se liší od paroží jelenovitých tím, že jsou duté, nevětvené, zvěř je neshazuje, a také svým původem. Jsou produktem kůže jako srst či spárky a nemají charakter kosti. Velké, silně vyvinuté rohy nosí pouze berani, kteří je používají při soubojích. Bývají dlouhé až 80 cm. Muflonky jsou buďto bezrohé, nebo nosí malé růžky, dlouhé nejvýše 16 cm. Povrch toulců je vrubován a podle vrubů lze poznat věk muflona.

## Potrava
Muflon nepatří mezi vybíravé druhy a spásá i kyselé a tvrdé trávy. V celkovém objemu přijímané potravy tvoří trávy asi 70 %, listí stromů a keřů asi 15 % a polokeře okolo 10 %. Pokud nenajde dostatek vhodně složené potravy, ohryzává kořenové náběhy lesních dřevin, případně kmeny. Dostal se tedy do rozporu s ekonomickými zájmy člověka. V mnoha oblastech došlo k výrazné redukci nebo dokonce likvidaci muflonů. Muflon je opakem srnčí zvěře, a to nejen z hlediska složení potravy.
Je to typický stádový druh a celý rok žije v různě četných stádech rozdělených podle pohlaví, pouze starší berani žijí raději samotářsky. Základem je rodinné stádo, které vodí stará a zkušená muflonka. Tato muflonka je dobře rozeznatelná podle bílé hlavy. Stádo hlídá s velkou obezřetností a v nebezpečí varuje ostrým syknutím.

## Rozmnožování
Doba námluv probíhá v listopadu, někdy i v prosinci. Muflončata se rodí asi po 22 týdnech, většinou po jednom, někdy po dvou mláďatech. Mláďata se rodí nejen všem dospělým muflonkám, ale dokonce i silným muflonkám starým pouze jeden rok. Muflončata se rodí již počátkem března a samičky během jara a léta tak fyzicky vyspějí, že koncem roku již přichází do říje. Tyto muflonky pak přivádějí na svět mláďata koncem června. Hlas mufloní zvěře je podobný hlasu ovcí, je to krátké bečení, které již z dálky označuje táhnoucí či pasoucí se tlupu. Varovným signálem při vzrušení je ostré syknutí.